# Baur au Lac

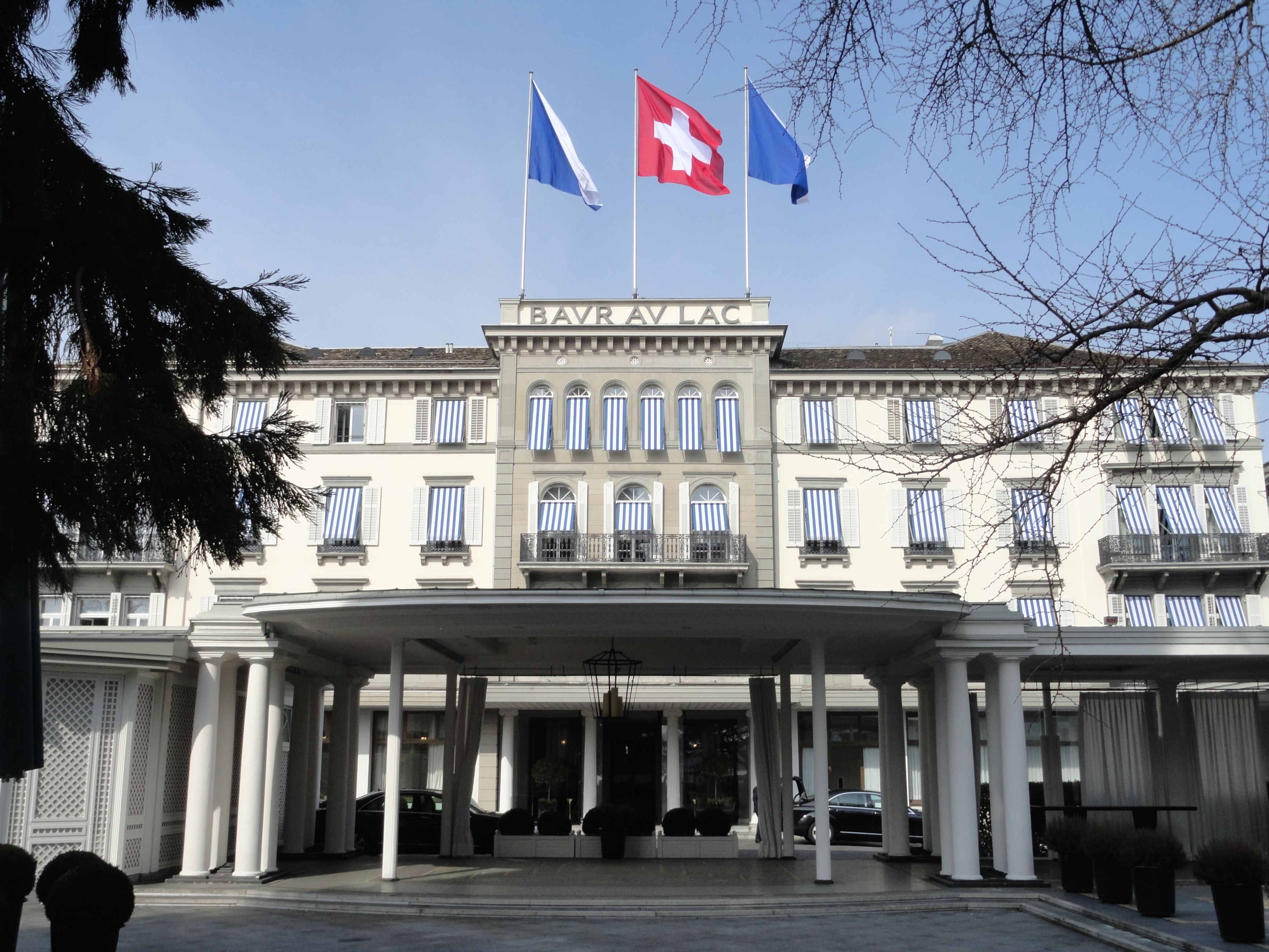
Ansicht von Süden

Das Baur au Lac ist ein 5-Sterne-Luxushotel in der Nähe des Bürkliplatzes in Zürich. Es wurde 1844 gegründet und ist bis heute in Familienbesitz. Das Baur au Lac ist Mitglied im Hotelverbund The Leading Hotels of the World und der Swiss Deluxe Hotels.
Zum Baur au Lac gehören die Restaurants Marguita und Baur’s Brasserie & Bar. Das Marguita bietet mediterrane Küche und Außen-Sitzplätze im Park des Hotels. Das Baur’s serviert europäische Küche in elegantem Ambiente. Die Inneneinrichtungen beider Restaurants wurden von Martin Brudnizki gestaltet.

## Geschichte

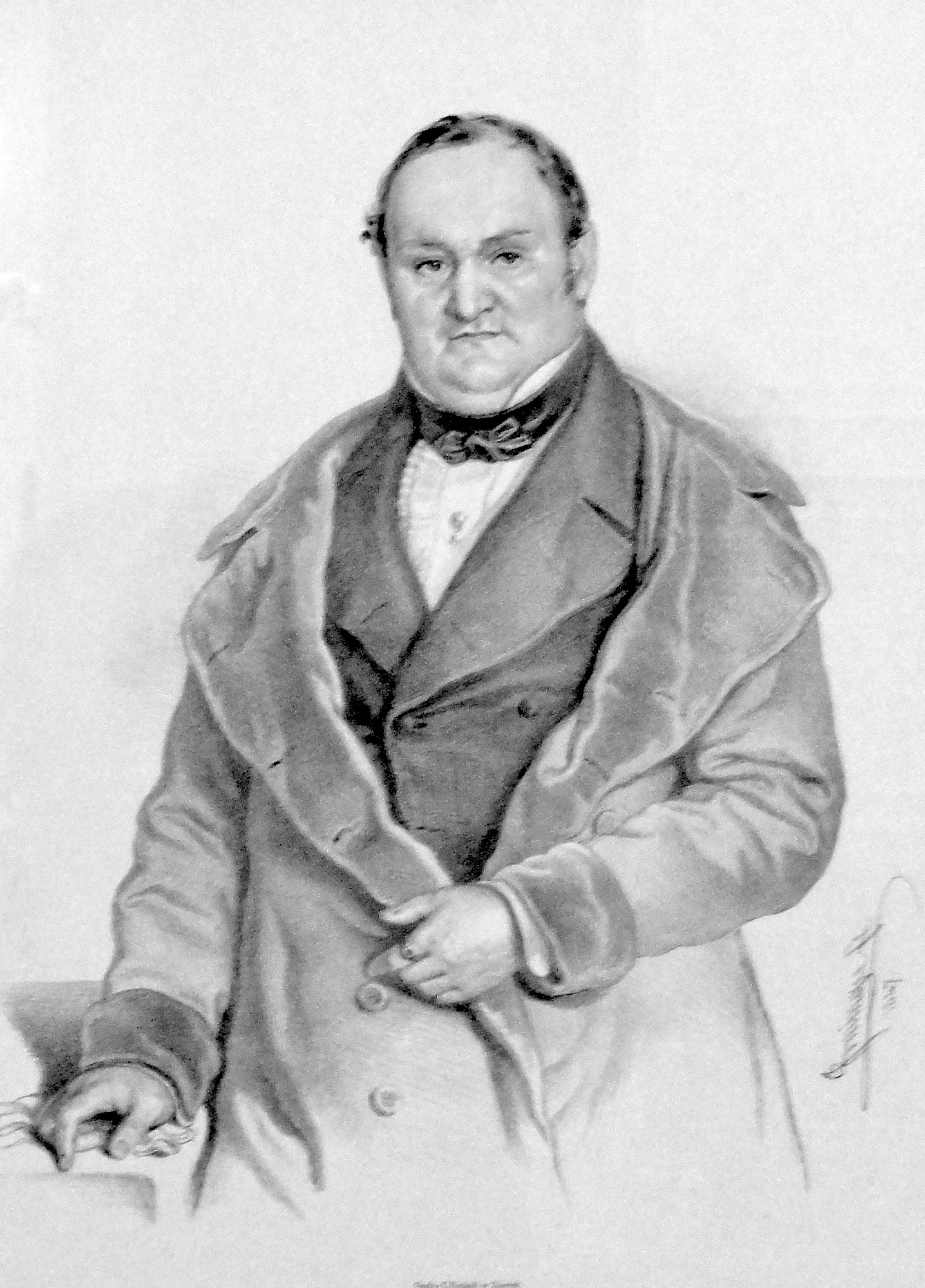
Johannes Baur

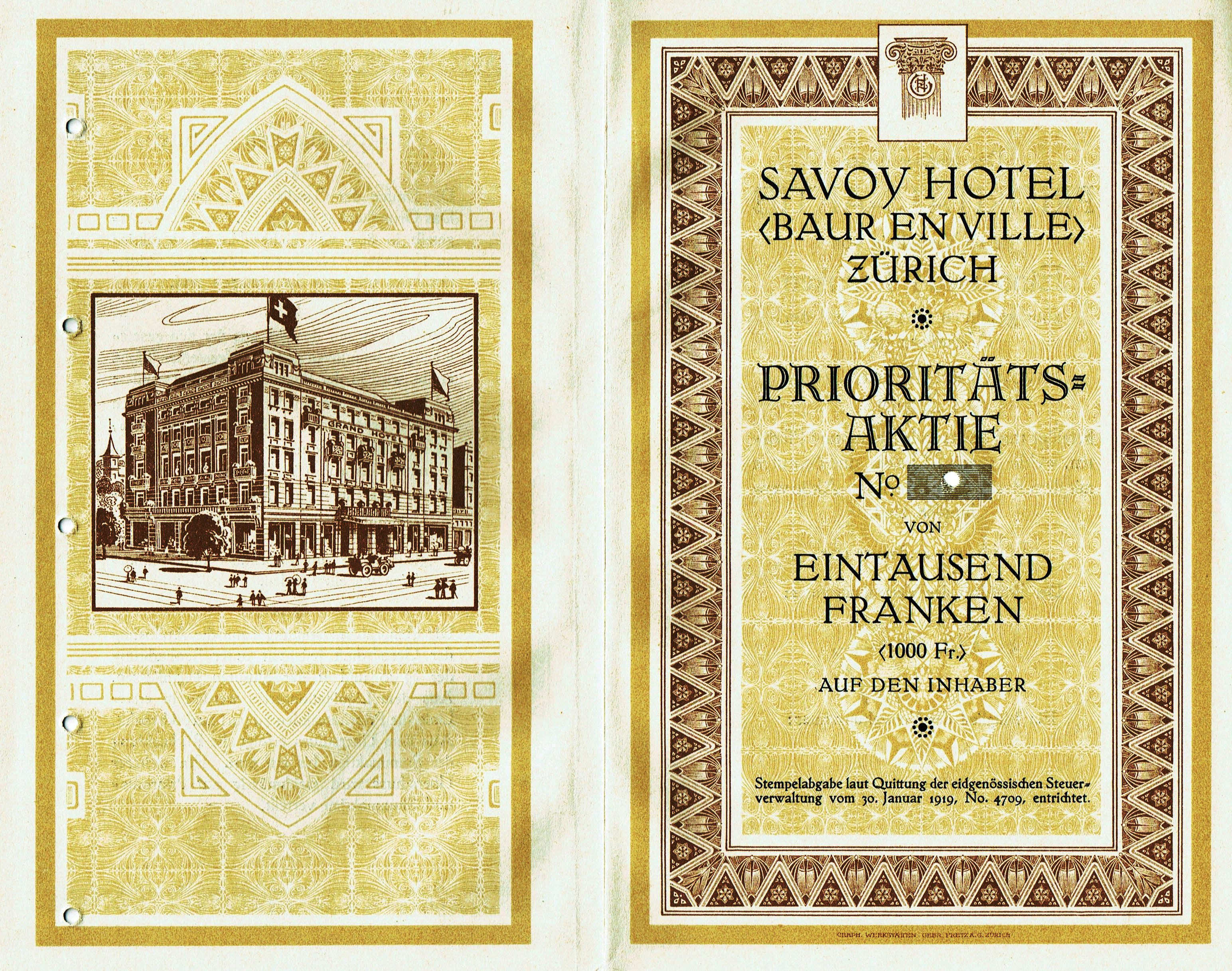
Aktie des Savoy Hotel (Baur en Ville) von 1919

Der Hotelpionier Johannes Baur gründete 1838 das Hotel Baur am Paradeplatz, das heutige Mandarin Oriental Savoy. Sechs Jahre später eröffnete er am Zürichsee sein zweites Haus, das er zur Unterscheidung zu seinem Stadthotel Baur au Lac (Baur am See) nannte.
Johannes Baur, ursprünglich Bäckergeselle aus dem österreichischen Vorarlberg, war in den 1820er-Jahren nach Zürich eingewandert. Zunächst betrieb er in der Marktgasse die Wirtschaft Zum Kirschbaum, gegenüber dem Zuckerbäcker David Sprüngli.
In den 1830er-Jahren erfuhr die Innenstadt von Zürich enorme bauliche Veränderungen; Schanzen, Befestigungsanlagen und Wehrtürme wurden abgerissen. Nach Fertigstellung der Münsterbrücke ging man daran, eine breite Strasse vom Münsterhof zum Neumarkt, dem heutigen Paradeplatz zu bauen. Diese neue Stadtmitte erwählte Johannes Baur für den Bau des ersten komfortablen Hotels in Zürich. Bis dahin mussten Reisende mit eher einfachen Gasthöfen vorliebnehmen. Als Sensation des neuen Hotels galt der bis zum Dach führende Speiseaufzug.
Der Erfolg seines ersten Hauses spornte Johannes Baur an, mit dem Baur au Lac sein zweites Haus zu eröffnen. Als mutig galt dabei sein Entschluss, den Eingang nicht wie die übrigen Gebäude zur Stadt, sondern zum See hin auszurichten. Zunächst eher eine Pension, galt das Baur au Lac vor allem bei inkognito reisenden Adligen als erste Adresse. Mit dem Aufkommen des Tourismus wurde das Baur au Lac zu seiner heutigen Grösse ausgebaut, um der zunehmenden Reisetätigkeit gerecht zu werden.
1852 gab Johannes Baur die Leitung des Hotels an seinen 25-jährigen Sohn Theodor ab, der dem Dienst am Gast noch mehr Bedeutung zumass und die Initiative zur Gründung der École hôtelière de Lausanne gab.
Zu den berühmtesten Gästen im Baur au Lac dieser frühen Jahre gehören Ludwig I. von Bayern und die österreichische Kaiserin Elisabeth von Österreich-Ungarn. Ihnen folgten unter vielen anderen König Faruq von Ägypten, Carl XVI. Gustaf, König von Schweden, sowie der Kaiser Haile Selassie I. von Äthiopien oder der deutsche Kaiser Wilhelm II. Zu den Hotelgeschichten gehört, dass hier Bertha von Suttner den Unternehmer Alfred Nobel zur Stiftung des Friedensnobelpreises überredet hat, Richard Wagner die Uraufführung der ersten Aktes der Walküre feierte und Walt Disney seinen Besuch in einem Donald-Duck-Comic verewigt hat. Fotos der Gäste werden allerdings nicht veröffentlicht, weil das dem Grundsatz der Diskretion widerspreche.

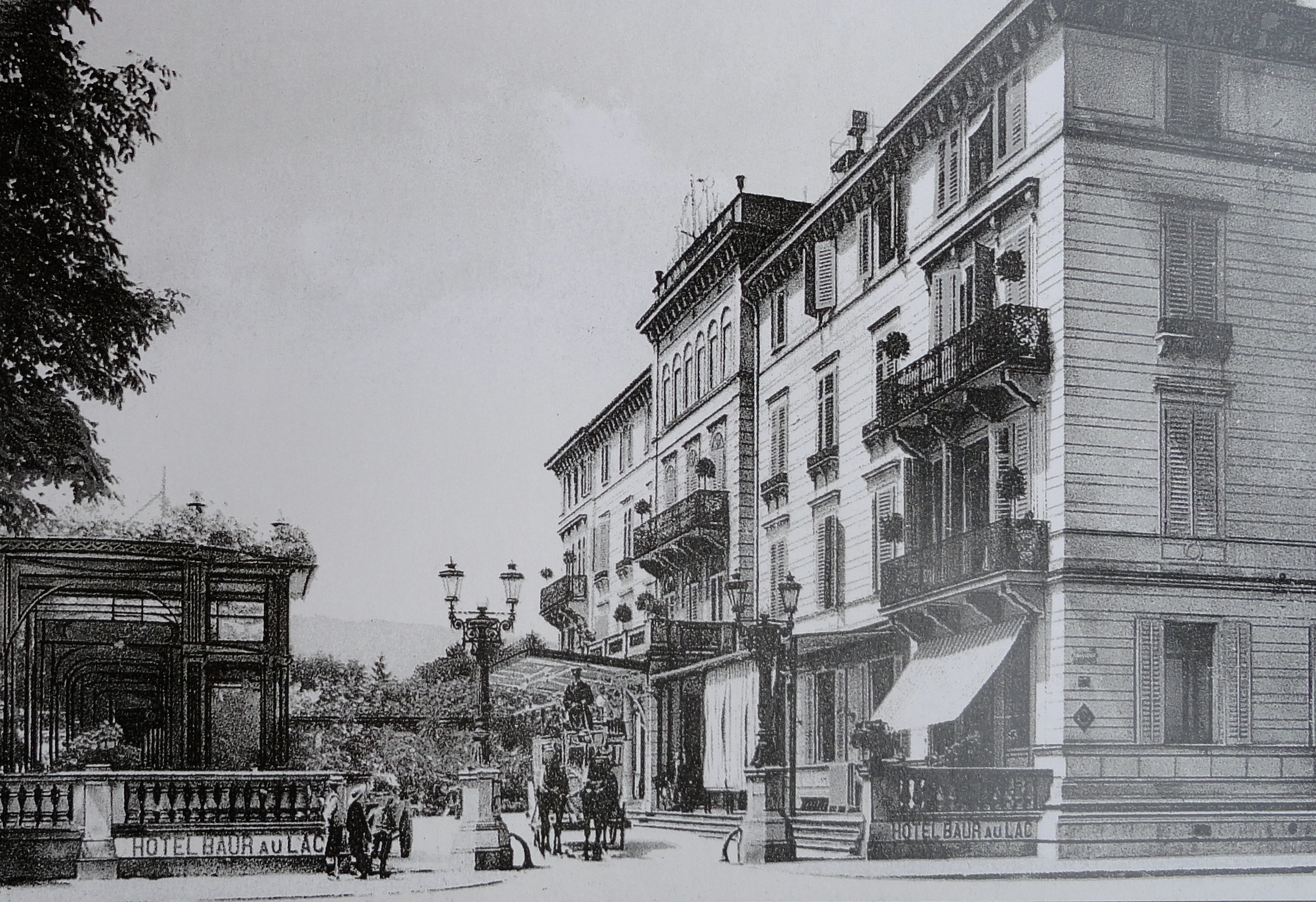
Baur au Lac 1910

1889 wechselte der Name von Baur zu Kracht: Theodor Baurs Tochter Emmy hatte Carl Kracht aus der Familie der Besitzer des Excelsior Hotel Ernst in Köln geheiratet. Thomas Mann und seine Frau Katia verbrachten im Jahre 1905 ihre Flitterwochen im Baur au Lac. Ferdinand Sauerbruch und seine Frau Ada wohnten im Herbst 1910 dort, als Sauerbruch in Zürich mit ärztlichen Kollegen und Regierungsrat Ernst seine bevorstehende Berufung an die dortige Universitätsklinik besprach; und wenn sie Besuch hatten, fand häufig ein Besuch des „Grillrooms“ vom Baur au Lac statt. Auf Carl folgte sein Sohn Hermann, der als Hotelier und Autorennfahrer bekannt wurde.
Nach dem Abschied des langjährigen Hoteldirektors Ernst Schwerer konnte man mit Georges Rey einen Grossneffen der Hotellegende César Ritz als Direktor gewinnen, der zuvor im Hôtel des Bergues in Genf, dem Ermitage in Monte Carlo und dem Palace in Luzern gearbeitet hatte. Georges Rey blieb dem Baur au Lac über 31 Jahre treu, bevor er es 1983 an seinen Sohn Michel weiterreichte.
Auf Seiten der Besitzerfamilie hatte Charles Kracht die Geschicke des Hotels von seinem Vater Hermann übernommen. Zusammen mit seiner Schwester Heidi Roulet-Kracht (1921–1997) führte er die Familienunternehmungen in Zürich und Köln.
Charles Kracht starb 1990. Seither führte Sohn Andrea das Hotel in Zusammenarbeit mit den ehemaligen Direktoren Michel Rey, Wilhelm Luxem und dem heutigen Direktor Christian von Rechenberg. Unter der Führung von Andrea Kracht wurde das Baur au Lac in zwei Phasen einer Generalsanierung unterzogen. Seit 2022 führt seine Tochter Marguita Kracht das Hotel in siebter Generation, unterstützt von Andrea Kracht.
Das Hotel wurde zuletzt zwischen 2008 und 2014 komplett renoviert. Andrea Kracht war von 2010 bis 2022 Chairman der Branchenvereinigung The Leading Hotels of the World.

## Ökonomie

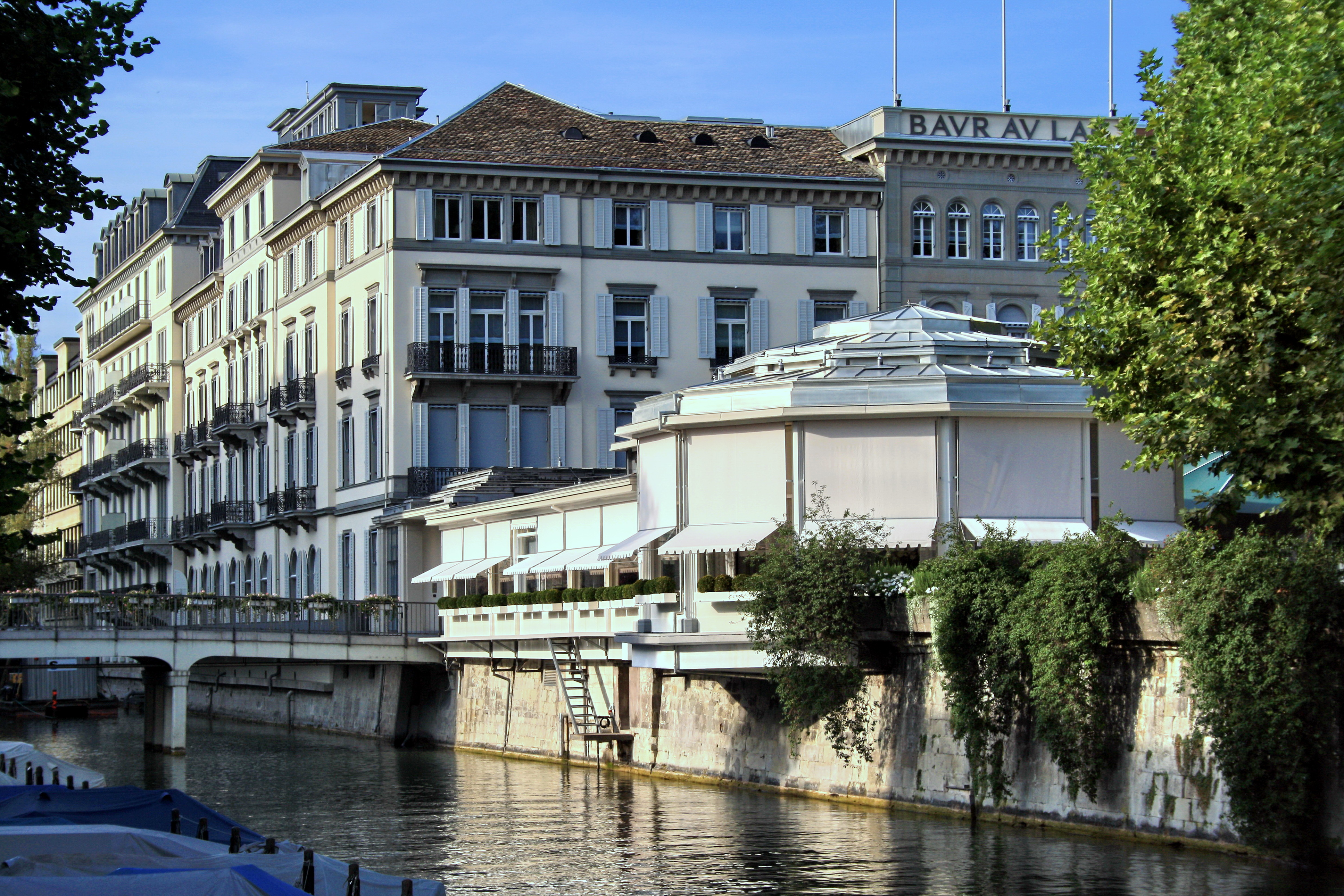
Fassade am Schanzengraben

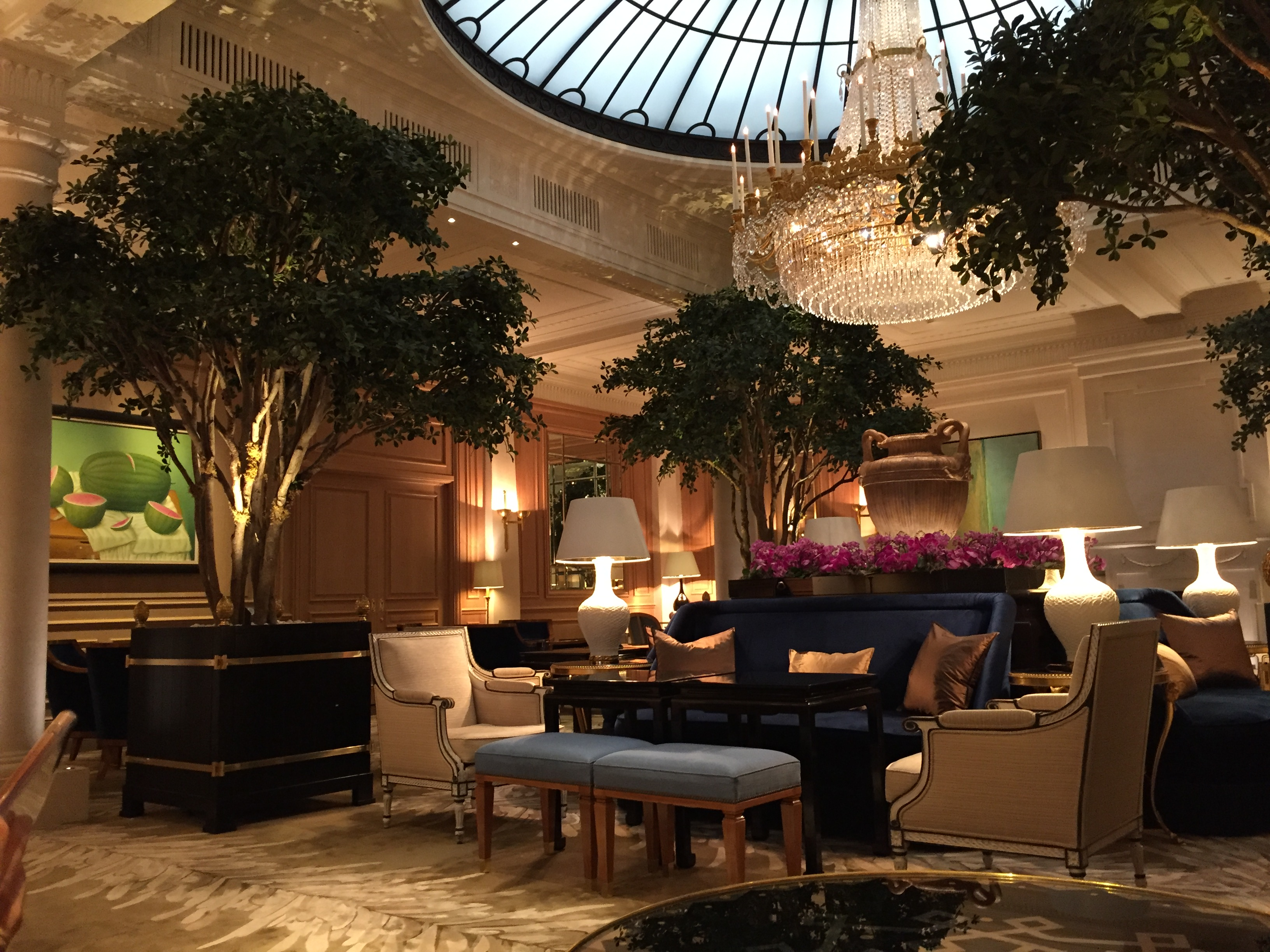
Tea Room, 2018

Das Baur au Lac bietet 119 Zimmer, davon 27 Junior-Suiten und 18 Suiten. Für Veranstaltungen stehen der grosse Festsaal Petit Palais sowie fünf Salons zur Auswahl. Im obersten Stockwerk befindet sich ein Fitnessclub mit Blick über den Zürichsee auf die Berge.
Das Baur au Lac beschäftigt über 350 Mitarbeitende, so viele wie kein anderes Luxushaus in Zürich. Zum Hotel gehört eine eigene Autowerkstatt mit Tankstelle.
Im Jahr 2015 erreichte das Haus eine Zimmerauslastung von 78 % mit 60 % Stammkunden. Der Durchschnittspreis der Zimmer lag über 900 Franken, eine Junior-Suite kostete ab 1200 Franken, eine River-Suite 2400 Franken, eine Deluxe-Suite 3200 Franken.